# Зелёный (Самарская область)
Зелёный (чув. Зелёный) — посёлок в Исаклинском районе Самарской области. Входит в состав сельского поселения Два Ключа.

## География
Находится на расстоянии примерно 4 километра по прямой на юг-юго-запад от районного центра села Исаклы.

## История
Основан в 1920 году.

## Население
Постоянное население составляло 78 человек (чуваши 62%) в 2002 году, 55 в 2010 году.